# Дег-е Нов (Марказі)
Дег-е Нов (перс. دهنو) — село в Ірані, у дегестані Ашна-Хвор, у Центральному бахші, шагрестані Хомейн остану Марказі. За даними перепису 2006 року, його населення становило 1206 осіб, що проживали у складі 313 сімей.

## Клімат
Середня річна температура становить 11,38 °C, середня максимальна – 30,36 °C, а середня мінімальна – -10,61 °C. Середня річна кількість опадів – 226 мм.
| Клімат поселення                              | Клімат поселення | Клімат поселення | Клімат поселення | Клімат поселення | Клімат поселення | Клімат поселення | Клімат поселення | Клімат поселення | Клімат поселення | Клімат поселення | Клімат поселення | Клімат поселення | Клімат поселення |
| Показник                                      | Січ.             | Лют.             | Бер.             | Квіт.            | Трав.            | Черв.            | Лип.             | Серп.            | Вер.             | Жовт.            | Лист.            | Груд.            |                  |
| Середній максимум, °C                         | 6,68             | 8,25             | 12,34            | 18,52            | 23,86            | 29,21            | 30,36            | 30,20            | 25,69            | 19,26            | 12,57            | 7,48             |                  |
| Середня температура, °C                       | −1,96            | −0,4             | 3,70             | 9,88             | 15,20            | 20,56            | 24,38            | 24,20            | 19,69            | 13,26            | 6,56             | 1,48             |                  |
| Середній мінімум, °C                          | −10,61           | −9,04            | −4,94            | 1,24             | 6,57             | 11,92            | 18,37            | 18,21            | 13,68            | 7,26             | 0,56             | −4,52            |                  |
| Норма опадів, мм                              | 37               | 36               | 41               | 29               | 19               | 3                | 2                | 1                | 1                | 6                | 21               | 30               |                  |
| Середньомісячна швидкість вітру, м/с          | 1.29             | 1.90             | 2.52             | 2.84             | 2.66             | 2.53             | 2.43             | 2.33             | 2.11             | 2.02             | 1.78             | 1.36             |                  |
| Середньомісячна сонячна радіація, кДж/м²·день | 10050            | 13113            | 15672            | 18760            | 22575            | 26628            | 25582            | 24278            | 21641            | 16229            | 11532            | 9499             |                  |
| --------------------------------------------- | ---------------- | ---------------- | ---------------- | ---------------- | ---------------- | ---------------- | ---------------- | ---------------- | ---------------- | ---------------- | ---------------- | ---------------- | ---------------- |
| Джерело:                                      |                  |                  |                  |                  |                  |                  |                  |                  |                  |                  |                  |                  |                  |